# Kotek bengalski
Kotek bengalski, kotek wyspowy, kot bengalski (Prionailurus bengalensis) – gatunek drapieżnego ssaka z podrodziny kotów (Felinae) w obrębie rodziny kotowatych (Felidae).

## Taksonomia
Gatunek po raz pierwszy zgodnie z zasadami nazewnictwa binominalnego opisał w 1792 roku brytyjski przyrodnik Robert Kerr nadając mu nazwę Felis bengalensis. Holotyp pochodził z Bengalu, w Indiach.
Takson iriomotensis został opisany jako odrębny gatunek, ale kluczowe okazały się cechy polimorficzne u P. bengalensis, a analiza genetyczna sugeruje, że jest to synonim; podgatunek euptilurus jest uważany za odrębny gatunek na podstawie porównań między okazami rosyjskimi a tymi z południowo-wschodniej Azji, ale różnice te nie obowiązują w porównaniu z populacjami chińskimi i jest obecnie uważany za podgatunek. Wyróżniany podgatunek javanensis został ostatnio podniesiony do statusu gatunku na podstawie analiz molekularnych. Autorzy Illustrated Checklist of the Mammals of the World rozpoznają dwa podgatunki.

### Etymologia
- Prionailurus: gr. πριων priōn, πριονος prionos „piła”; αιλουρος ailouros „kot”[37]
- bengalensis: Bengal, Indie (od lokalnej nazwy Bangala)[38].
- euptilurus: gr. ευ eu „dobry, ładny”[39]; πτιλωτος ptilōtos „pierzasty”, od πτιλον ptilon „pióro”[40]; ουρα oura „ogon”[41].

## Zasięg występowania
Kotek bengalski występuje w południowej, południowo-wschodniej i wschodniej Azji zamieszkując w zależności od podgatunku:
- P. bengalensis bengalensis – południowa i południowo-wschodnia Azja od Pakistanu do Chińskiej Republiki Ludowej i prawdopodobnie w półwyspowej części Tajlandii i Malezji, w tym wyspy Hajnan.
- P. bengalensis euptilurus – Mandżuria, Rosyjski Daleki Wschód, Korea, Tajwan, wyspy Iriomote i Cuszima.

## Morfologia
Długość ciała (bez ogona) 45–75 cm, długość ogona 19,5–31,5 cm; masa ciała 1,7–7,1 kg. Generalnie ich ciężar wzrasta przed zimą i tracą ją wraz ze zbliżającą się wiosną. Kotek bengalski wielkością przypomina smukłego kota domowego, posiada jednak dłuższe nogi i dobrze wykształcone błony między palcami łap. Drobna głowa naznaczona jest dwiema równoległymi, ciemnymi pręgami, a pysk rozjaśniony bielą. Z tyłu dość długich, zaokrąglonych uszu znajduje się biała plamka na czarnym tle. Ciało i kończyny pokrywają ciemne plamki o zróżnicowanym kształcie i kolorze, przez grzbiet biegną dwie lub trzy podłużne pręgi. Ogon wynosi około połowy długości całego ciała. Na całym swoim terenie występowania kot bengalski jest tak bardzo zróżnicowany, że dawniej uważano te odmiany za oddzielne gatunki. W populacjach południowych kolor futra jest żółtawo-brązowy, zaś w północnych -srebrzystoszary. Zależnie od podgatunku, znaczenia mogą występować w formie plamek, rozet, a nawet nakrapianych pręg.

## Ekologia

### Pokarm
Dieta obejmuje ssaki, jaszczurki, płazy, ptaki i insekty. Największy odsetek stanowią niewielkie gryzonie, takie jak szczury i myszy, często uzupełniane trawą, jajkami, drobiem i zwierzyną wodną. Koty bengalskie są aktywnymi łowcami i w przeciwieństwie do większości małych kotów nie „bawią się” swoimi ofiarami, tylko trzymają je pazurami, dopóki zwierzę nie jest martwe. Może to być spowodowane proporcjonalnie dużą ilością ptaków w ich diecie, które mają dużo większą szansę na ucieczkę, niż gryzonie.

### Tryb życia
Jest w stanie przetrwać w różnych warunkach klimatycznych i środowiskach: gęstych lasach tropikalnych, stepach, półpustyniach i terenach rolniczych. Spotyka się osobniki aktywne za dnia, ale generalnie polują nocą. Chętnie wspinają się na drzewa. Często odpoczywają na gałęziach lub w gęstym poszyciu na ziemi. Na plantacjach olejowca gwinejskiego obserwowano je na wysokościach do 4 m. W tym środowisku terytorium samców wynosiło około 3,5 km², a samic 2,1 km², przy czym areały samców zahaczały o areały jednej lub kilku samic. Kotki bengalskie doskonale pływają. Podobnie jak koty komunikują się za pomocą miauczenia, potrafią również mruczeć.

## Rozmnażanie i rozwój
U podgatunków południowych nie ma ustalonego okresu rozrodczego, u północnych odbywa się on około marca i kwietnia, kiedy pogoda jest wystarczająco ciepła dla nowo narodzonych kociąt. Estrus trwa 5-9 dni. Jeżeli kocięta nie przeżyją, samica może znowu mieć ruję i jeszcze tego samego roku nowy miot.
Po ciąży trwającej 60-70 dni rodzi się od 2 do 4 kociąt. Tuż po urodzeniu ważą od około 75 do 130 gramów i w ciągu 2 tygodni podwoją swoją masę; po pięciu tygodniach będą już ważyły cztery razy tyle. Oczy otwierają po dziesięciu dniach. Osiągają dojrzałość płciową w około 18. miesiącu. W niewoli koty bengalskie żyją do dwudziestu lat, na wolności około 4.
Kotki bengalskie zazwyczaj łączą się w pary na całe życie i wspólnie wychowują młode przez ok. 7-10 miesięcy.